# Vicq-sur-Gartempe
Vicq-sur-Gartempe é uma comuna francesa na região administrativa da Nova Aquitânia, no departamento de Vienne. Estende-se por uma área de 33,22 km². Em 2010 a comuna tinha 620 habitantes (densidade: 18,7 hab./km²).